# 伯靈頓 (印第安納州)
伯靈頓（英語：Burlington）是一個位於美國印地安納州卡洛爾縣的城鎮。

## 地理
伯靈頓的座標為40°28′50″N 86°23′40″W / 40.48056°N 86.39444°W，而該地的平均海拔高度為239米（即784英尺）。

## 人口
根據2010年美國人口普查的數據，伯靈頓的面積為1.54平方千米，當中陸地面積為1.54平方千米，而水域面積為0.00平方千米。當地共有人口603人，而人口密度為每平方千米392人。